# Ludovico Pontano
Lodovico Pontano (auch Ludovicus Pontanus oder Romanus; * um 1409 in Cerreto di Spoleto; † 10. Juli 1439 in Basel) war ein italienischer Jurist, Diplomat und Kleriker.

## Leben

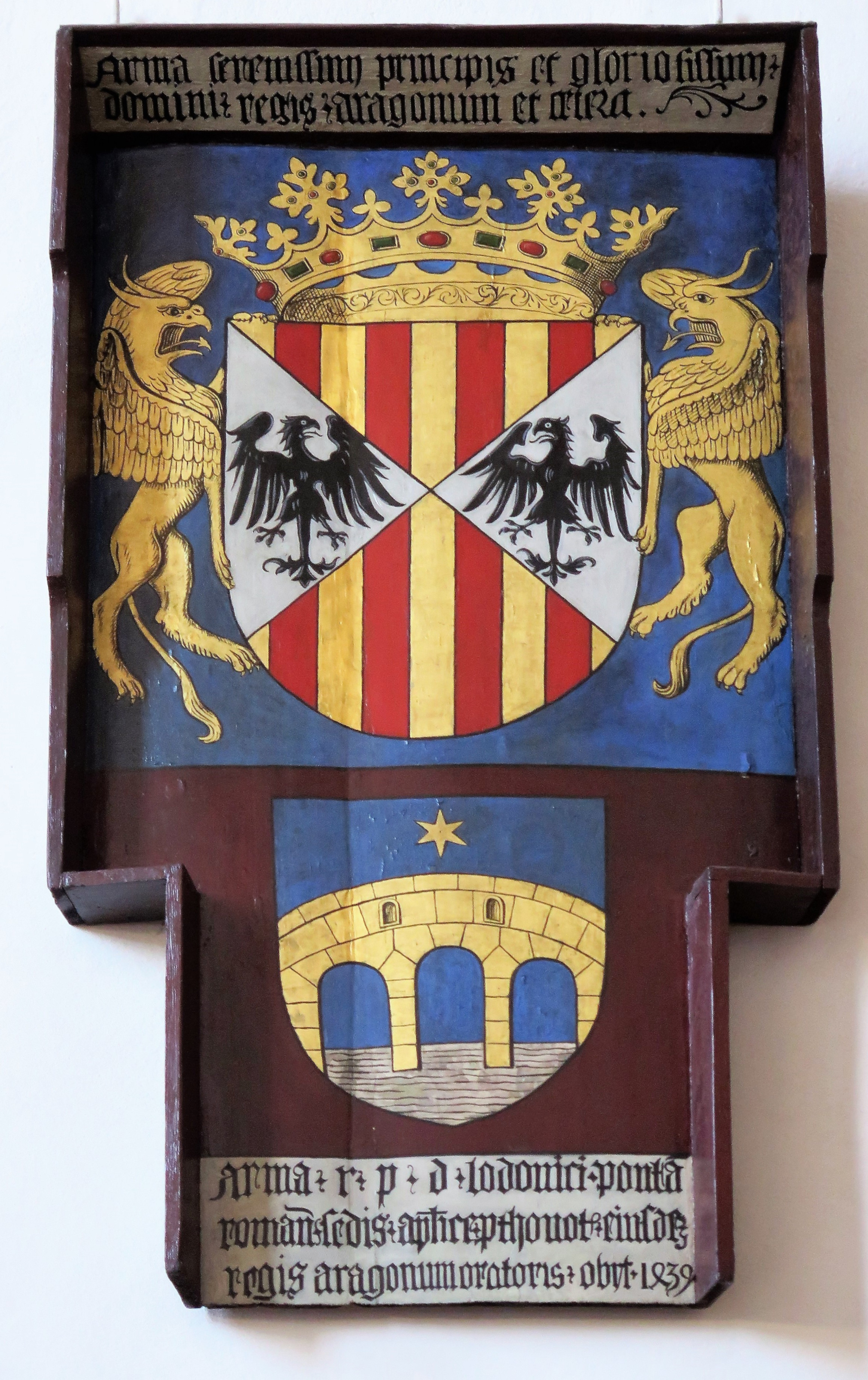
Totenschild des Ludovico Pontano in der ehemaligen Kartause St. Margarethental Basel

Pontano wuchs in Rom auf und studierte zunächst in Perugia bei  Dionigi di Niccolò Barigiani da Perugia († 1435), Giovanni Petrucci da Montesperello und Angelo Perigli da Perugia  († 1447) und später in Bologna bei Giovanni Nicoletti da Imola († 1436) römisches und kanonisches Recht. Nach dem examen privatum im römischen Recht (Oktober 1427) lehrte er in Florenz (1428-1431). Im November 1429 legte er in Bologna das Doktorexamen in beiden Rechten ab.
Trotz seines Alters gehörte er zu diesem Zeitpunkt bereits zu den berühmtesten Legisten Italiens. Von 1431 bis 1433 arbeitete Pontano an der Kurie Eugens IV. als Rotarichter und Konsistorialadvokat, bevor er eine mit bis zu 800 Gulden Jahresgehalt dotierte Stelle als Professor für römisches Recht in Siena annahm. Um Pontano in den Kuriendienst zurückzuholen, ernannte Eugen IV. ihn 1435 zum apostolischen Protonotar. Er blieb jedoch zunächst in Siena und ging im April 1436 an den neapolitanischen Hof König Alfons’ V. von Aragón, der ihn zusammen mit dem berühmten Kanonisten Nicolaus de Tudeschis zum Basler Konzil entsandte. Hier stand Pontano zunächst auf Seiten der papstfreundlichen Minderheitspartei und verhandelte insgeheim über eine Rückkehr zu Eugen IV., schwenkte aber ab Juli 1437 auf einen radikal konziliaristischen Kurs um. Seine umfangreichen Konzilsreden und Traktate sind wichtige Zeugnisse der konziliaristischen Redekultur.
Im Jahre 1438 unternahm Pontano für das Konzil zwei Gesandtschaftsreisen nach Savoyen zu Herzog Amadeus VIII. und nach Köln, Brüssel und Löwen zum Kölner Erzbischof Dietrich II. von Moers, zum burgundischen Herzog Philipp dem Guten und zu den Universitäten von Köln und Löwen. Zu Beginn des Jahres 1439 versuchte er zusammen mit den anderen aragonischen Gesandten erfolglos, die Absetzung Eugens IV. zu verhindern und wurde im Juli 1439 Opfer der Pest. Sein Grab befindet sich im Basler Kartäuserkloster (heute Bürgerliches Waisenhaus).

## Werke

Consilia, 1568

(nur Drucke verzeichnet)

### Kommentare
- Lectura aurea et mirabilis in primam codicis partem [C. 2.1 - 2.10]; Lyon (Hugo a Porta) 1547.
- Lectura … super secunda parte Codicis [C. 6.9 – 6.50], Pavia (Christoforus de Canibus für Jacobus de Tortis) 1496, Lyon 1547.
- Lectura … in primam Digesti veteris partem [Dig. 1.21 – 5.4]; Pavia 1496, Lyon 1547.
- Lectura … super secunda parte Digesti veteris [Dig. 12.1-12.6]; Pavia 1496, Lyon 1547.
- Lectura … super prima parte Infortiati … [Dig. 24.3 – 29.5]; Lyon 1547.
- Lectura … in secundam Infortiati partem [Dig. 36.1]; Lyon 1547.
- Lectura … super prima parte digesti novi [Dig. 39.1 – 42.1]; Pavia 1496, Lyon 1547, Venedig 1553, 1580.
- Lectura … super secunda parte digesti novi … [Dig. 45.1]; Lyon 1547.

### Repetitiones
- Repetitio ad autenticam Similiter, de relictis ad pias causas (C. 6.50 = Nov. 131.12); Rom 1472, Venedig 1472, 1475, Pavia 1483, 1489.
- Repetitio ad l. Si vero § De viro ff. Soluto matrimonio (Dig. 24.3.64.9); Siena (Heinrich von Haarlem) 1494 (Hain 13284), Pavia (B. de Garaldis) 1506, 1511.
- Repetitio de arbitris (Dig. 4.8); Pavia 1493, 1496 (beide bei: Johannes Andreas de Boscho und Michael Garaldus); Rom (Antonio und Raffaele da Volterra) um 1475; Venedig (Bernardinus Benalius) 1496/98; aufgenommen in die Lectura zu Dig. 4.8. (Lyon 1547, f. 57ra-61va).
- Repetitio de heredibus instituendis (C. 6.24.1); Pavia  1496, Lyon 1547.
- Repetitio de conditione indebiti (Dig. 12.6.1); Pavia 1496, Lyon 1547.
- Repetitio de iureiurando (Dig. 12.2.31); Pavia 1496, Lyon 1547.
- Repetitio ad senatus consultum trebellianum § Idem Julianus (Dig. 36.1.11.1); Lyon 1547, f. 16ra-20vb.

### Singularia
- Singularia sive Notabilia; Rom (Antonio und Raffaele da Volterra) 1474, Straßburg (Heinrich Eggestein) 1475/80, Pavia 1501, Paris 1508, 1510, Mailand 1501, 1506, 1508, 1519, Lyon 1517, 1526, 1531, 1535, 1541, 1542, 1560, Venedig (Johann von Köln und Johann Manthen) 1475, (Andreas de Bonetis) 1486, (Andreas Calabrensis) 1489, 1557, 1558, Frankfurt/Main 1596, 1629.
- Singularia in causis criminalibus [von Lauro Palazzoli kompilierte Sammlung nach den Titeln des fünften Buchs des Liber Extra]; Drucke: Lübeck o. J. (Hain 13268); Venedig 1471, 1475, 1485, 1489, 1496; Mailand 1477; Frankfurt 1629.

### Consilia
- Consilia et Allegationes; Rom (Antonio und Raffaele da Volterra für Battista Brendi) 1474; Pavia (Franciscus Girardengus) 1485, 1504, 1507, 1585; Mailand 1489, 1508; Venedig (Johannes und Gregorius de Gregoriis) 1493, (Bonetus Locatellus für Andreas Torresanus) 1500, (Battista Torti) 1517, 1528, (Fontana) 1568, (Girolamo Zenaro) 1581; Frankfurt (Sigmund Feyerabend) 1577; Lyon (Jean de Jonvelle) 1520, 1533, (Jacques Giunta und Jean Moylin) 1539, (Jacques Giunta) 1545, (Claude Servain) 1555, (Claude Servain) 1565; Turin (Niccolò Bevilaqua) 1582.

### Legistische Kurztraktate
- Tractatus de renunciationibus, inc. Epistula divi Hadriani … expl. … inveniendi renunciationes prout convenit.
- Tractatus de presumptionibus, inc. In causis criminalibus probaciones … expl. … autem si quis ei nuper allegata.
- Casus in quibus non defertur iusiurandum in defectu semiplenae probationis, inc. Testes non reddens rationem sui dicti …
- De sententia diffinitiva, interlocutoria et mixta; Druck als Anhang an Giovanni Battista Caccialupi: Tractatus de advocatis, Siena (Heinrich von Köln) c. 1500.

### Reden, Predigten und konziliaristische Schriften
- Rede vor Alfons V. (1436 Mai–Okt.), inc. Cogitavi, serenissime princeps, aliquod verbale munusculum …
- Verteidigungsschrift für Alfons V., inc. In primis sacrum Basiliense concilium, (1436 Mai – Okt.); Döllinger, Johannes Joseph Ignaz von (Hg.): Materialien zur Geschichte des fünfzehnten und sechzehnten Jahrhunderts (Beiträge zur politischen, kirchlichen und Culturgeschichte der sechs letzten Jahrhunderte 2), Regensburg 1863, Nr. IV, S. 403–413.
- Antrittsrede vor dem Basler Konzil im Namen der Gesandtschaft König Alfons V. von Aragón, inc. Inspexit serenissimus (1436 Dez. 1); Mansi, Joannes Dominicus (Hg.): Sacrorum Conciliorum nova et amplissima collectio, Bd. I-XXXI, Florenz-Venedig 1759-1798 (ND Graz 1960-61), Bd. XXIX, Sp. 534–544 und als Annex zu: Ludovicus Pontanus, Consilia et allegationes, Pavia (Franciscus Girardengus) 1485 u.ö.
- Rede die Nichtwählbarkeit Avignons als Ort des Unionskonzils, inc. Civitatem Awinionensem non fore locum maritinum (1436 Dez. 5).
- Predigt zum Tag des Thomas von Aquin, inc. Vos estis lux mundi (1437 März 7); Mansi XXIX, Sp. 544–557; Pontano, Consilia (Ausgabe Venedig 1500), Nr. 524, f. 185v-187v.
- Rede den Vertragsbruch Avignons, inc. Queritur primo, numquid domini Avinionenses (1437 April 12) (= Consilium 352).
- Rede zur Verteidigung der Minderheitspartei, inc. Queritur, numquid maiore parte universitatis (nach 1437 Mai 7) (= Consilium 366).
- Rede gegen die päpstliche Translationsbulle, inc. Beatissimus papa Sixtus (Ende 1437) (= Consilium 522).
- Rede für die Papstabsetzung, inc. Questio discucienda est (Ende 1437) (= Consilium 523).
- Rede zur Verteidigung des Monitoriums gegen Eugen IV., inc. Presens citacio (1437 Juli 31).
- Antwortrede gegen Giuliano Cesarini, inc. Primum diligenter (1437 Dez. 28).
- Antwortrede an die Gesandten der Kurfürsten, inc. Oracio vestra in medio (1438 Jan. 17); Würdtwein, Stephan Alexander: Subsidia diplomatica ad selecta juris ecclesiastici …, Bd. VII, Heidelberg 1776, S. 57–92.
- Traktat über das kaiserliche Konvokationsrecht, inc. Dum queritur, an ad imperatorem pertineat novi concilii convocacio (nach 1438 Januar 24).
- Tractatus de potestate universalis ecclesie et generalium conciliorum, inc. Dixerit forte quisquam (vor 1438 April).
- Erste Rede vor Amadeus VIII. von Savoyen, inc. Sancta et universalis ecclesia, auctore domino, per sanctam Basiliensem synodum (Ende April 1438).
- Zweite Rede vor Amadeus VIII., inc. Cognovit, religiosissime ac illustrissime princeps, sancta generalis synodus (Ende April 1438).
- Dritte Rede vor Amadeus VIII., inc. Inter ceteras tue sublimitatis (Ende April 1438).
- Predigt zum Tag der Apostel Petrus und Paulus, inc. Constitues eos principes super omnes terram (1438 Juni 29).
- Rede vor Dietrich von Moers, Ebf. von Köln, inc. Illustrissime pater et princeps illustrissime. Sancta catholica et universalis ecclesia (1438 August 16-20).
- Rede vor Philipp dem Guten, Hz. von Burgund, Illustrissime princeps et prepotentissime duce. Sancta catholica et universalis ecclesia (1438 August 28).
- Zwei Verteidigungsreden für Kardinal Juan de Cervantes über die Insignien des Legaten, inc. Questio est, preposita suspensione papali (1438 Dez. 8).